# Phyllophaga sturmi
Phyllophaga sturmi är en skalbaggsart som beskrevs av Bates 1888. Phyllophaga sturmi ingår i släktet Phyllophaga och familjen Melolonthidae. Inga underarter finns listade i Catalogue of Life.